# Joseph Acaba
Joseph Michael Acaba (Inglewood, 17 de maio de 1967) é um astronauta norte-americano, veterano de três missões espaciais.
De descendência porto-riquenha, nasceu e cresceu na Califórnia – onde seus pais se estabeleceram vindos de Porto Rico na década de 1960 – e formou-se em geologia em 1990, com um mestrado em 1992, e serviu durante seis anos como sargento da reserva do Corpo de Fuzileiros Navais dos Estados Unidos. Como voluntário do Corpo da Paz, treinou mais de 300 professores na República Dominicana em modernas metodologias de ensino, durante dois anos.
Acaba foi selecionado para NASA em 2004, num grupo de dez escolhidos entre 99 candidatos, e após treinamento especializado foi integrado ao corpo de astronautas em 2006 como especialista de missão educador. Suas primeiras funções na agência espacial, em terra, foram na equipe de integração de hardware do departamento ligado à Estação Espacial Internacional.
Em 15 de março de 2009 ele foi ao espaço como tripulante da missão STS-119 Discovery, que instalou os últimos painéis solares da Estação Espacial Internacional. Em reconhecimento e homenagem à sua descendência e à terra natal de seus pais, Acaba, que já esteve em Porto Rico, onde foi recebido pelo presidente e homenageado pelo senado após o anúncio de sua participação como tripulante da Discovery, levou consigo uma bandeira do país.
Em 15 de maio de 2012 foi novamente ao espaço integrando a tripulação da nave russa Soyuz TMA-04M, para uma permanência de quatro meses na ISS, como engenheiro de voo das Expedições 31 e 32. Retornou em 17 de setembro, pousando com os demais tripulantes nas estepes do Casaquistão.
Em 12 de setembro de 2017 ele voltou ao espaço como engenheiro de voo da nave Soyuz MS-06 para mais uma missão de longa permanência na ISS, integrando as Expedições 53 e 54. Durante a missão ele realizou uma caminhada espacial de 6:49 para um trabalho de lubrificação no braço robótico Canadarm2 e instalação de novas câmeras externas; retornou em 28 de fevereiro de 2018, acumulando mais 168 horas em órbita.